# Vertrag von Ostrowo

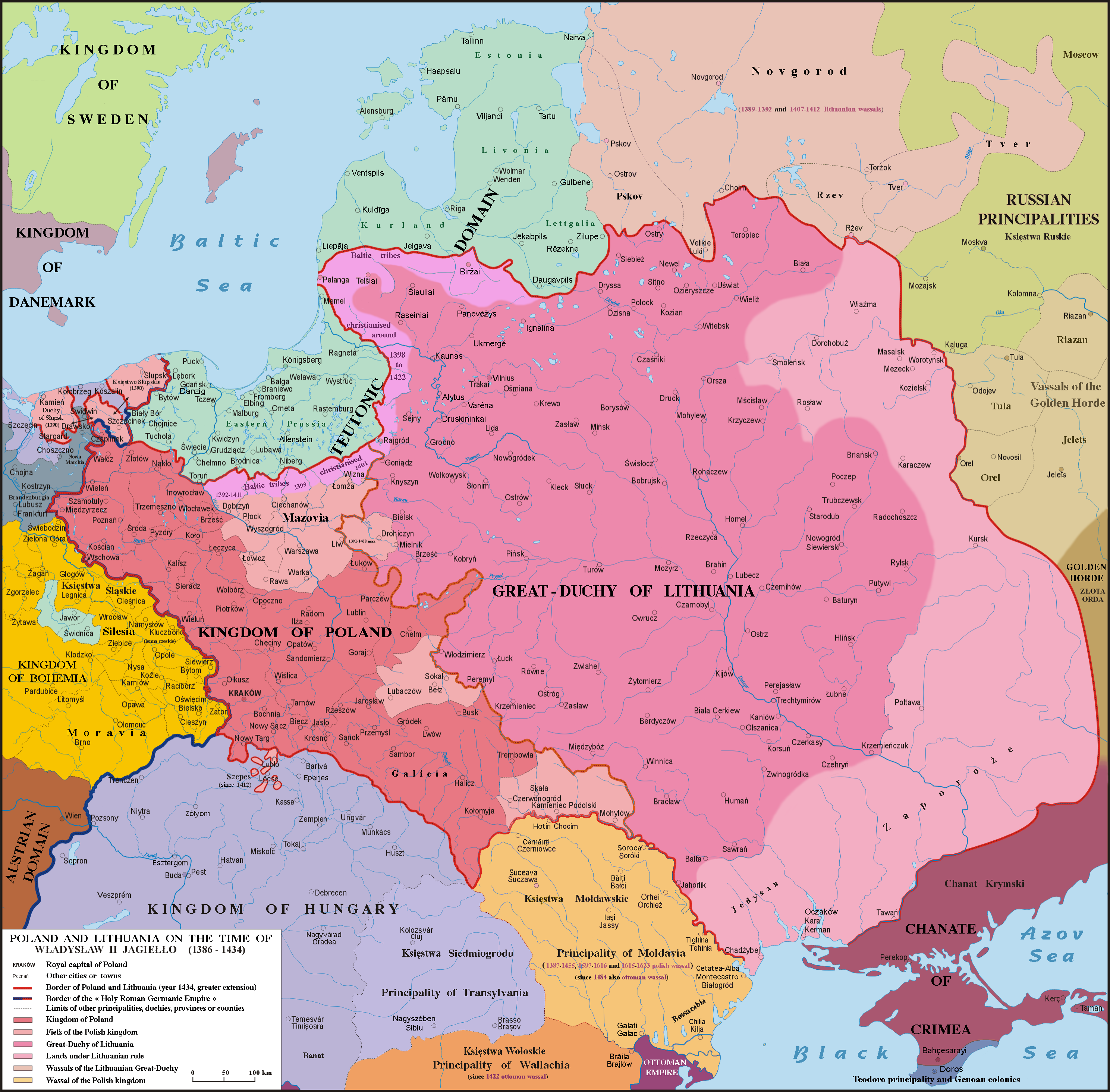
Polen und Litauen, 1392

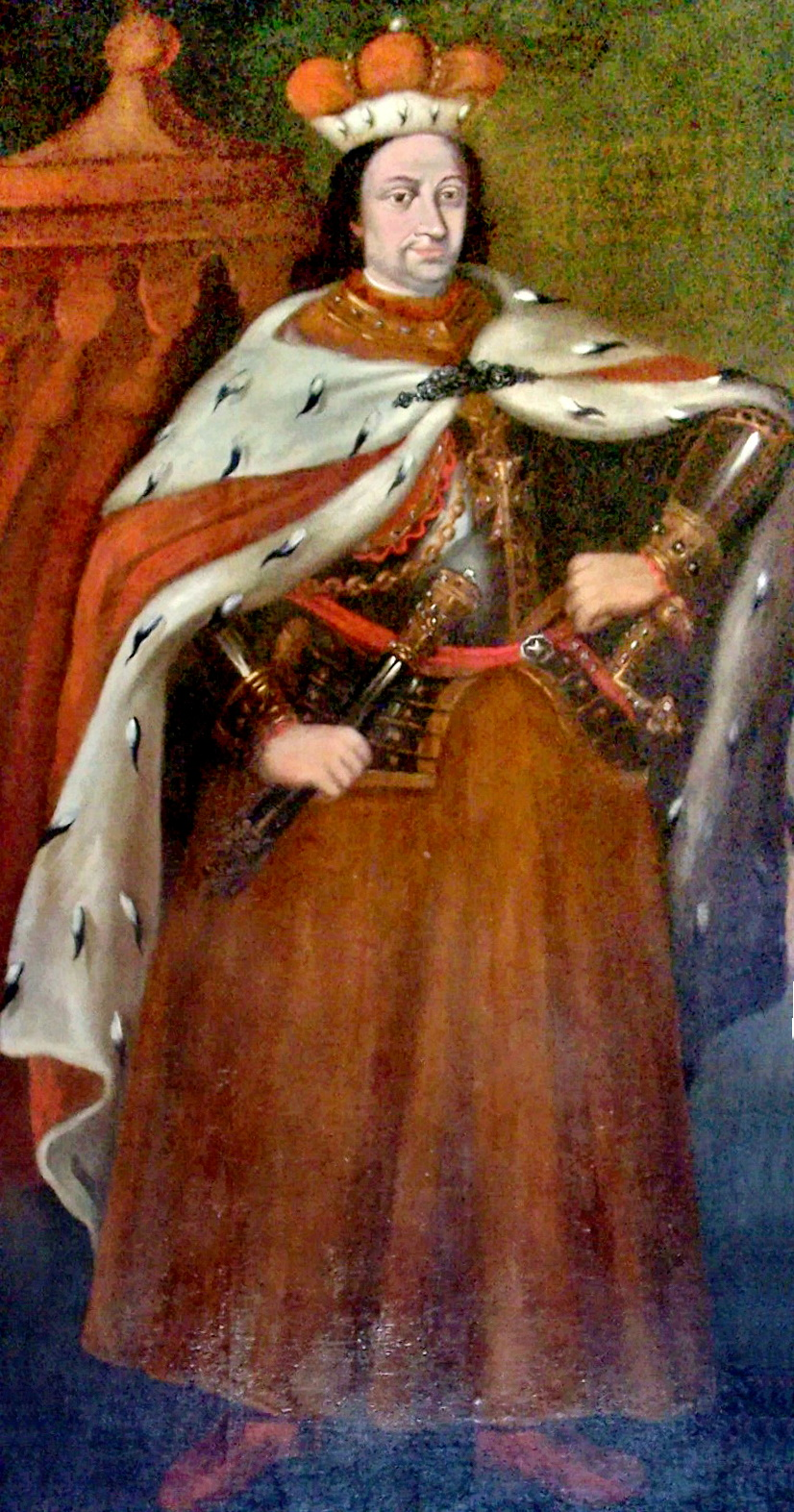
Vytautas (17. Jh.)

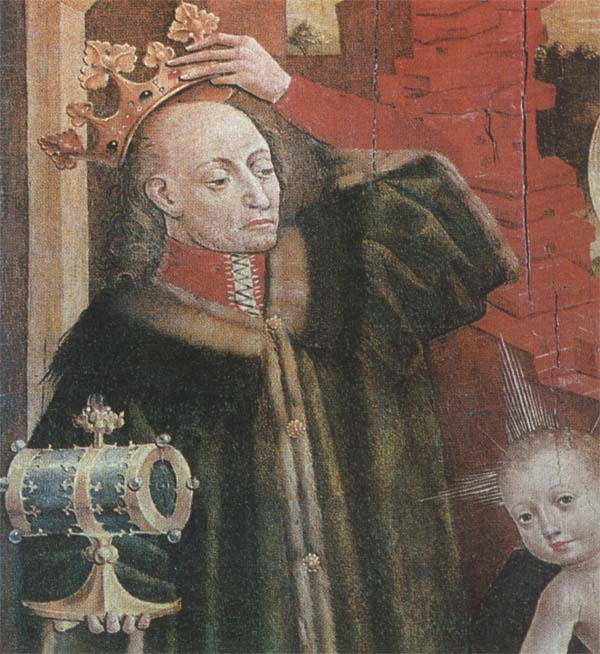
Jogaila (15. Jh.)

Der Vertrag von Ostrowo (belarussisch Востраўскае пагадненне, litauisch Astravas sutartis, polnisch Ugoda w Ostrowie) war eine Vereinbarung zwischen dem polnischen König Władysław II. Jagiełło und dem litauischen Fürsten Vytautas vom 4. August 1392 in Ostrowo bei Lida.
Er beinhaltete die Übertragung des Großfürstentums Litauen an Vytautas und dessen Anerkennung der Oberhoheit Władysławs und beendete dreijährige kriegerische Auseinandersetzungen zwischen beiden Herrschern.

## Geschichte

### Vorgeschichte
Jogaila war 1377 Großfürst von Litauen geworden. Heftigen langjährigen Widerstand gab es gegen ihn von seinem Onkel Kęstutis und dessen Sohn Vytautas.
1385 wurde Jogaila nach der Union von Krewo unter dem Namen Władysław II. Jagiełło auch polnischer König. Im Großfürstentum Litauen setzte er seinen Bruder Skirgaila als Statthalter ein. Dieser bekam auch das wichtige Fürstentum Trakai, das eigentlich Vytautas zugestanden hatte, nach dem Tod seines Vaters.
1389 begann Vytautas Angriffe auf Burgen von Skirgaila mit Unterstützung von Rittern des Deutschen Ordens. Höhepunkt war eine fünfwöchige Besetzung der Großfürstenburg in Vilnius und dessen teilweise Zerstörung.

### Das Abkommen von Ostrowo
Im Frühjahr 1392 ließ Jogaila durch Heinrich von Masowien, Bischof von Płock, Vytautas das Angebot machen, dass er Großherzog von Litauen werden könnte, wenn er die formale Oberhoheit von Jogaila anerkenne. Das Treffen fand in Ritterswerder statt.
Am 4. Juli trafen sich Jogaila und Vytautas persönlich in Ostrowo. Am 4. August wurde das Abkommen neben etlichen anderen Dokumenten unterzeichnet.
Das Großfürstentum Litauen wurde an Vytautas übertragen, in der Urkunde wurde er als dux magnus (Großherzog) bezeichnet. Er erkannte die Oberhoheit Jogailas an, der seinerseits als princeps supremus („Oberster Fürst von Litauen“) bezeichnet wurde. Nach dem Tod von Vytautas sollte das Großfürstentum an Jogaila oder dessen Erben zurückfallen.
Vytautas bekam auch das Fürstentum Trakai, Skirgaila als Ausgleich das Fürstentum Kiew.
Das Abkommen wurde in verschiedenen Ausfertigungen unterzeichnet, je einer für beide Seiten, außerdem sind separate Urkunden mit den Unterschriften der beiden Ehefrauen Hedwig und Anna erhalten.

### Nachwirkungen
Vytautas regierte nun selbstständig in Litauen.
Er entzog den Brüdern Jogailas ihre Fürstentümer in Litauen: Skirgaila verlor neben Vilnius und Trakai auch Polozk, Švitrigaila Witebsk, Koribut Nowgorod-Sewerskij und Wladimir Kiew. Auch Fiodor Koriatowicz verlor Podolien und Fiodor Liubartowicz Halitsch-Wolhynien.
Ein 52-jähriger Streit um das Fürstentum Halitsch-Wolhynien zwischen Polen und Litauen wurde ebenfalls beendet, es wurde aufgeteilt: Halitsch, Chełm und Bels gingen an Polen, Wolhynien, Luzk und Wladimir-Wolynskij an Litauen.
Nach der Schlacht an der Worskla 1399 wurden die Beziehungen zwischen Litauen und Polen enger, 1401 wurde die Union von Vilnius und Radom geschlossen. In dieser dokumentierte sich deutlich sichtbar die politische Eigenständigkeit von Vytautas. 1413 folgte die Union von Horodło.